# Giovanna Bosi Maramotti
Giovanna Bosi, coniugata Maramotti (Faenza, 1º dicembre 1924 – 1º luglio 1996), è stata una politica italiana.

## Biografia
Si è laureata all'Università di Bologna nel 1947 in Letteratura latina. Dopo la laurea si è dedicata all'insegnamento nelle scuole superiori.
Nel 1968 viene eletta nel consiglio comunale di Ravenna nelle file del PCI, incarico che mantenne fino al 1976, anno in cui fu eletta nella Camera dei Deputati. Rimase alla Camera per tre legislature. 

## Opere

### Monografie
- Giovanna Bosi Maramotti, Le muse d'Imeneo, Ravenna, Edizioni del Girasole, 1995, ISBN 9788875672614.
- Maramotti, Giovanna Bosi. Francesco Serantini. A. Longo, 1969.
- Maramotti, Giovanna Bosi. Il Maestro grande e buono: lettere inedite di Santi Muratori ad Adolfo Venturi. Romagna arte e storia, 1992.

### Pubblicazioni
- Maramotti, Giovanna Bosi. "Gli anni bolognesi di Corrado Ricci." Annali della Scuola normale superiore di Pisa. Classe di lettere e filosofia 5.2 (2000): 489-499.
- Maramotti, Giovanna Bosi. Carducci e le arti figurative, Annali della Scuola Normale Superiore di Pisa. Classe di Lettere e Filosofia, 2000, 5.2: 477-488.
- Maramotti, Giovanna Bosi, et al. La cultura a Ravenna: storia luoghi e figure negli scritti di Giovanna Bosi Maramotti dal 1972 al 1997. Società di studi ravennati, 2006.